# Różanecznik Purdoma
Różanecznik Purdoma (Rhododendron purdomii Rehder & E.H.Wilson) – gatunek krzewu z rodziny wrzosowatych. W stanie dzikim występuje w środkowych i wschodnich Chinach. W Polsce pierwsze krzewy zostały wyhodowane z nasion przywiezionych przez dendrologa Stefana Białoboka w 1959 roku.

## Morfologia
PokrójWzniesiony krzew o sezonowych liściach dorastający do 3–5 metrów. Młode pędy szczeciniasto owłosione.
LiścieSkórzaste, lancetowate, z podwiniętym brzegiem.
KwiatyBiałe lub blado biało-różowe o delikatnych płatkach. Rozwijają się na przełomie maja i czerwca.

## Uprawa
Lubi miejsca półcieniste, o stałej wilgotności podłoża. Podłoże powinno być żyzne, próchniczne, o kwaśnym odczynie (pH 4– 5). Takie podłoże można otrzymać poprzez dodanie do dobrej ziemi ogrodniczej kwaśnego torfu, zmielonej kory lub przegniłego igliwia. Źle toleruje silne wiatry, (powodujące zwiększoną transpirację), dlatego powinien rosnąć na zasłoniętym stanowisku. W Polsce gatunek jest mrozoodporny, przemrożeniu ulegają tylko pąki kwiatowe.
Sadzi się go tylko wraz z bryłą korzeniową. Łatwo można przesadzać nawet duże różaneczniki, gdyż mają zwartą, niedużą bryłę korzeniową. W utrzymaniu wilgoci pomaga ściółkowanie podłoża. Należy systematycznie nawozić od maja do sierpnia, ale niedużymi dawkami nawozów, gdyż jest wrażliwy na zasolenie gleby, lub stosować nawozy o przedłużonym działaniu. Koniecznie należy stosować nawozy kwaśne (siarczan amonu, siarczan potasu), a najlepiej specjalne mieszanki nawozów do rododendronów. Nie należy wapnować. Aby rośliny obficie kwitnęły na następny rok, należy po przekwitnięciu ściąć całe kwiatostany, gdyż stają się nieładne, a ponadto wyczerpują nadmiernie roślinę. Nie wymaga żadnego cięcia, należy tylko usuwać uschnięte liście i obumarłe pędy.